# Ambrosius Brueghel
Ambrosius Brueghel (křest 10. srpna 1617, Antverpy – 9. února 1675) byl vlámský barokní malíř ze slavné umělecké rodiny Brueghelů. Byl méně plodný a méně známý než mnozí jeho rodinní příslušníci, jeho dílo není příliš dobře pochopeno a věří se, že zahrnuje i barokní zátiší, obrazy s girlandami a krajinomalby.

## Život
Ambrosius Brueghel se narodil v Antverpách jako syn Jana Brueghela staršího a Cathariny van Marienburg. Jeho otec byl jedním z předních malířů v Antverpách a synem slavného renesančního malíře Pietera Brueghela staršího. Jeho starší bratr Jan Brueghel mladší byl také malíř a převzal dílnu svého otce v roce 1625, kdy jeho otec zemřel. Jeho sestra Anna se v roce 1637 provdala za prominentního dvorního malíře Davida Tenierse mladšího. Ambrosius je známý tím, že spolupracoval se svým švagrem na některých krajinách s žánrovými scénami. Jeho sestra Paschasia si vzala malíře Hieronyma van Kessel mladšího. Další sestra Catharina se provdala za malíře Jana Baptistu Borrekensema. Jeho otec zemřel, když bylo Ambrosiovi pouhých sedm let. Jeho opatrovateli se stali prominentní malíři Hendrick van Balen, Cornelis Schut a Pieter de Jode starší. Jeho umělecké vzdělání podporoval Hendrick van Balen, je možné že se u něho učil spolu se svým bratrem Janem. V době po 10. září 1639 měl Ambrosius v úmyslu odcestovat do zahraničí, neboť sepsal poslední vůli, což v té době bylo pro osoby chystající se na delší cesty obvyklé. Není jasné, zda se vůbec někdy na cestu vydal. Několik měsíců po tomto datu byl jeho pobyt zaznamenán stále v Antverpách a v srpnu 1641 učinil dohodu s bratrem Janem a švagrem Davidem Teniersem, že se stanou jeho novými opatrovníky. V roce 1645 se stal Ambrosius členem antverpského uměleckého sdružení vlámských a nizozemských umělců cechu Sv. Lukáše. V roce 1649 se stal členem dramatické nizozemské společnosti Chambers of rhetoric De Violieren. Violieren byl jedním ze tří divadelních spolků v Antverpách, který byl úzce spojen s cechem Sv. Lukáše. Dne 21. února téhož roku se oženil s Annou Clarou van Triestovou, která pocházela z blízké rodiny. Pár měl čtyři děti. Umělec byl v komunitě dobře respektován a byl jmenován wijkmeester (správcem) okresu. V roce 1650 navštívil Ambrosius Brueghel svého bratra Jana v Paříži.

## Dílo
Ambrosius Brueghel navázal na umělecký styl jeho otce. Bylo mu ovšem připsáno jen velmi málo prací a jeho autorství bylo mnohdy napadeno. Pravděpodobně byl autorem některých zátiší, ale jeho autorství není jisté. Zátiší vanitas objevené v roce 1966 zobrazuje velkou vázu s květinami a je signováno AB. Bylo proto připsáno Ambrosiovi. Nyní je jako autor díla uváděn Adriaen van Nieulandt. Jediným obrazem, který je umělci připisován s poměrnou jistotou je dílo Panna Marie a Dítě v květinovém věnci, dnes v kostele Sv. Jakuba v Antverpách. Tento obraz spadá do žánru obrazů s girlandami, který vznikl v Antverpách jako zvláštní typ zátiší. O vznik tohoto uměleckého stylu se zasloužil jeho otec Jan Brueghel starší, jeho opatrovatel Hendrick van Balen, Franck Francken mladší, Petr Paul Rubens a Daniel Seghers. Obvykle zobrazují květinový věnec kolem uctívaného idolu nebo portrétu. Tento žánr byl inspirován kultem uctívání a oddanosti k Panně Marii převládající na habsburském dvoře a v Antverpách obecně.
Obraz krajiny od Ambrosia Brueghela byl ve vlastnictví rodiny jeho opatrovníka Hendricka van Balena. Obraz krajiny podepsané Ambrosiem Breughelem a datované rokem 1653 byla v roce 1876 v sbírce J. Lenglarta v Lille, zatímco další obraz krajiny údajně s postavami jeho švagra Davida Tenierse mladšího podepsaný A. Brueghelem byl v roce 1894 ve Fahnenburgu blízko Düsseldorfu. Umístění těchto obrazů nyní není známé.

## Rodokmen
|  |  |                        |                        |                        |                        | Pieter Bruegel starší  |                        |                     |                     |                     |                     |                     |                     |                     |                     |                     |                     |                     |                     |                     |                     |                      |                      |                                      |                                      |                                      |                                      |                                      |                                      |  |  |                                                         |                                                         |                                                         |                                                         |                                                         |                                                         |
|  |  |                        |                        |                        |                        |                        |                        |                     |                     |                     |                     |                     |                     |                     |                     |                     |                     |                     |                     |                     |                     |                      |                      |                                      |                                      |                                      |                                      |                                      |                                      |  |  |                                                         |                                                         |                                                         |                                                         |                                                         |                                                         |
|  |  |                        |                        |                        |                        |                        |                        |                     |                     |                     |                     |                     |                     |                     |                     |                     |                     |                     |                     |                     |                     |                      |                      |                                      |                                      |                                      |                                      |                                      |                                      |  |  |                                                         |                                                         |                                                         |                                                         |                                                         |                                                         |
|  |  |                        |                        |                        |                        |                        |                        |                     |                     |                     |                     |                     |                     |                     |                     |                     |                     |                     |                     |                     |                     |                      |                      |                                      |                                      |                                      |                                      |                                      |                                      |  |  |                                                         |                                                         |                                                         |                                                         |                                                         |                                                         |
|  |  | Pieter Brueghel mladší | Pieter Brueghel mladší | Pieter Brueghel mladší | Pieter Brueghel mladší | Pieter Brueghel mladší | Pieter Brueghel mladší |                     |                     | Jan Brueghel starší | Jan Brueghel starší | Jan Brueghel starší | Jan Brueghel starší | Jan Brueghel starší | Jan Brueghel starší |                     |                     |                     |                     |                     |                     |                      |                      |                                      |                                      |                                      |                                      |                                      |                                      |  |  |                                                         |                                                         |                                                         |                                                         |                                                         |                                                         |
|  |  | Pieter Brueghel mladší | Pieter Brueghel mladší | Pieter Brueghel mladší | Pieter Brueghel mladší | Pieter Brueghel mladší | Pieter Brueghel mladší |                     |                     | Jan Brueghel starší | Jan Brueghel starší | Jan Brueghel starší | Jan Brueghel starší | Jan Brueghel starší | Jan Brueghel starší |                     |                     |                     |                     |                     |                     |                      |                      |                                      |                                      |                                      |                                      |                                      |                                      |  |  |                                                         |                                                         |                                                         |                                                         |                                                         |                                                         |
|  |  |                        |                        |                        |                        |                        |                        |                     |                     |                     |                     |                     |                     |                     |                     |                     |                     |                     |                     |                     |                     |                      |                      |                                      |                                      |                                      |                                      |                                      |                                      |  |  |                                                         |                                                         |                                                         |                                                         |                                                         |                                                         |
|  |  |                        |                        |                        |                        |                        |                        |                     |                     |                     |                     |                     |                     |                     |                     |                     |                     |                     |                     |                     |                     |                      |                      |                                      |                                      |                                      |                                      |                                      |                                      |  |  |                                                         |                                                         |                                                         |                                                         |                                                         |                                                         |
|  |  |                        |                        |                        |                        |                        |                        | Ambrosius Brueghel  | Ambrosius Brueghel  | Ambrosius Brueghel  | Ambrosius Brueghel  | Ambrosius Brueghel  | Ambrosius Brueghel  |                     |                     | Jan Brueghel mladší | Jan Brueghel mladší | Jan Brueghel mladší | Jan Brueghel mladší | Jan Brueghel mladší | Jan Brueghel mladší |                      |                      | Anna Brueghel x David Teniers mladší | Anna Brueghel x David Teniers mladší | Anna Brueghel x David Teniers mladší | Anna Brueghel x David Teniers mladší | Anna Brueghel x David Teniers mladší | Anna Brueghel x David Teniers mladší |  |  | Paschasia Brueghel x Hieronymous van Kessel the Younger | Paschasia Brueghel x Hieronymous van Kessel the Younger | Paschasia Brueghel x Hieronymous van Kessel the Younger | Paschasia Brueghel x Hieronymous van Kessel the Younger | Paschasia Brueghel x Hieronymous van Kessel the Younger | Paschasia Brueghel x Hieronymous van Kessel the Younger |
|  |  |                        |                        |                        |                        |                        |                        | Ambrosius Brueghel  | Ambrosius Brueghel  | Ambrosius Brueghel  | Ambrosius Brueghel  | Ambrosius Brueghel  | Ambrosius Brueghel  |                     |                     | Jan Brueghel mladší | Jan Brueghel mladší | Jan Brueghel mladší | Jan Brueghel mladší | Jan Brueghel mladší | Jan Brueghel mladší |                      |                      | Anna Brueghel x David Teniers mladší | Anna Brueghel x David Teniers mladší | Anna Brueghel x David Teniers mladší | Anna Brueghel x David Teniers mladší | Anna Brueghel x David Teniers mladší | Anna Brueghel x David Teniers mladší |  |  | Paschasia Brueghel x Hieronymous van Kessel the Younger | Paschasia Brueghel x Hieronymous van Kessel the Younger | Paschasia Brueghel x Hieronymous van Kessel the Younger | Paschasia Brueghel x Hieronymous van Kessel the Younger | Paschasia Brueghel x Hieronymous van Kessel the Younger | Paschasia Brueghel x Hieronymous van Kessel the Younger |
|  |  |                        |                        |                        |                        |                        |                        |                     |                     |                     |                     |                     |                     |                     |                     |                     |                     |                     |                     |                     |                     |                      |                      |                                      |                                      |                                      |                                      |                                      |                                      |  |  |                                                         |                                                         |                                                         |                                                         |                                                         |                                                         |
|  |  |                        |                        |                        |                        |                        |                        |                     |                     |                     |                     |                     |                     |                     |                     |                     |                     |                     |                     |                     |                     |                      |                      |                                      |                                      |                                      |                                      |                                      |                                      |  |  |                                                         |                                                         |                                                         |                                                         |                                                         |                                                         |
|  |  |                        |                        |                        |                        | Jan Pieter Brueghel    | Jan Pieter Brueghel    | Jan Pieter Brueghel | Jan Pieter Brueghel | Jan Pieter Brueghel | Jan Pieter Brueghel |                     |                     | Abraham Brueghel    | Abraham Brueghel    | Abraham Brueghel    | Abraham Brueghel    | Abraham Brueghel    | Abraham Brueghel    |                     |                     | Jan Baptist Brueghel | Jan Baptist Brueghel | Jan Baptist Brueghel                 | Jan Baptist Brueghel                 | Jan Baptist Brueghel                 | Jan Baptist Brueghel                 |                                      |                                      |  |  | Jan van Kessel starší                                   | Jan van Kessel starší                                   | Jan van Kessel starší                                   | Jan van Kessel starší                                   | Jan van Kessel starší                                   | Jan van Kessel starší                                   |
|  |  |                        |                        |                        |                        | Jan Pieter Brueghel    | Jan Pieter Brueghel    | Jan Pieter Brueghel | Jan Pieter Brueghel | Jan Pieter Brueghel | Jan Pieter Brueghel |                     |                     | Abraham Brueghel    | Abraham Brueghel    | Abraham Brueghel    | Abraham Brueghel    | Abraham Brueghel    | Abraham Brueghel    |                     |                     | Jan Baptist Brueghel | Jan Baptist Brueghel | Jan Baptist Brueghel                 | Jan Baptist Brueghel                 | Jan Baptist Brueghel                 | Jan Baptist Brueghel                 |                                      |                                      |  |  | Jan van Kessel starší                                   | Jan van Kessel starší                                   | Jan van Kessel starší                                   | Jan van Kessel starší                                   | Jan van Kessel starší                                   | Jan van Kessel starší                                   |

## Poznámka
1. ↑  Použit překlad článku na anglické Wikipedii Violieren, odkaz 750637761